# Hrehory Olifierewicz
Hrehory Olifierewicz – koniuszy witebski w 1533 roku, klucznik witebski w 1530 roku.